# Nikolay Trusov
Nikolay Vasilievich Trusov (em russo:  Николай Васильевич Трусов; nascido em 2 de julho de 1985) é um ciclista russo.
Debutou como profissional no ano de 2004 com a equipe russo Lokomotiv. Trusov competiu nos Jogos Olímpicos de Verão de 2008 em Pequim, onde terminou em sexto lugar na perseguição por equipes de 4 km. Venceu uma etapa da Volta à Catalunha em 2009.